# جوزف پلتینیکس
جوزف پلتینیکس (انگلیسی: Joseph Pletincx؛ ۱۳ ژوئن ۱۸۸۸ – 1971 (aged approximately 83)) ورزشکار واترپلو اهل بلژیک بود.
وی در مسابقات کشوری و بین‌المللی در مجموع برندهٔ ۳ مدال نقره، ۱ مدال برنز شده‌است.